# Freimaurerei (Architektur)
Mit der Freimaurerei verknüpfte Architektur umfasst weltweit tausende Gebäude, sie ist allerdings aus historischen Gründen vor allem auf Nordamerika und hier speziell auf die USA konzentriert, wo vor allem in den Jahrzehnten zwischen 1870 und 1930 eine Vielzahl kathedralenartiger Tempel der Freimaurer in klassizistischem oder auch „maurischem“ Stil entstand (Orientalisierende Architektur zeigen vor allem die den Riten der Shriner, einer von der Freimaurerei abgeleiteten Männervereinigung dienenden Bauten). Nach Auffassung mancher Autoren ist auch das Völkerschlachtdenkmal in Leipzig als freimaurerische Architektur zu werten.

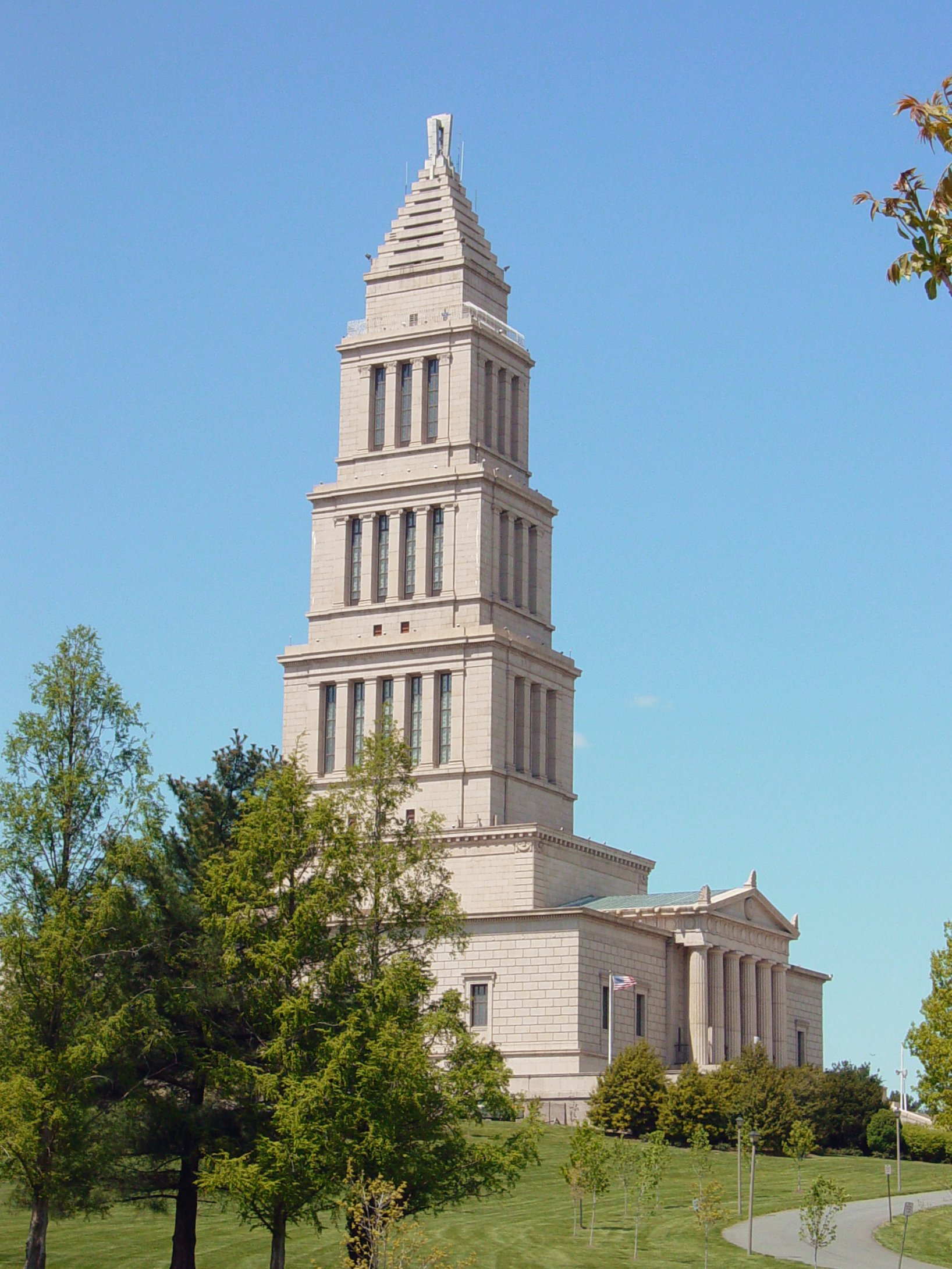
George Washington National Masonic Memorial,
Alexandria, Virginia

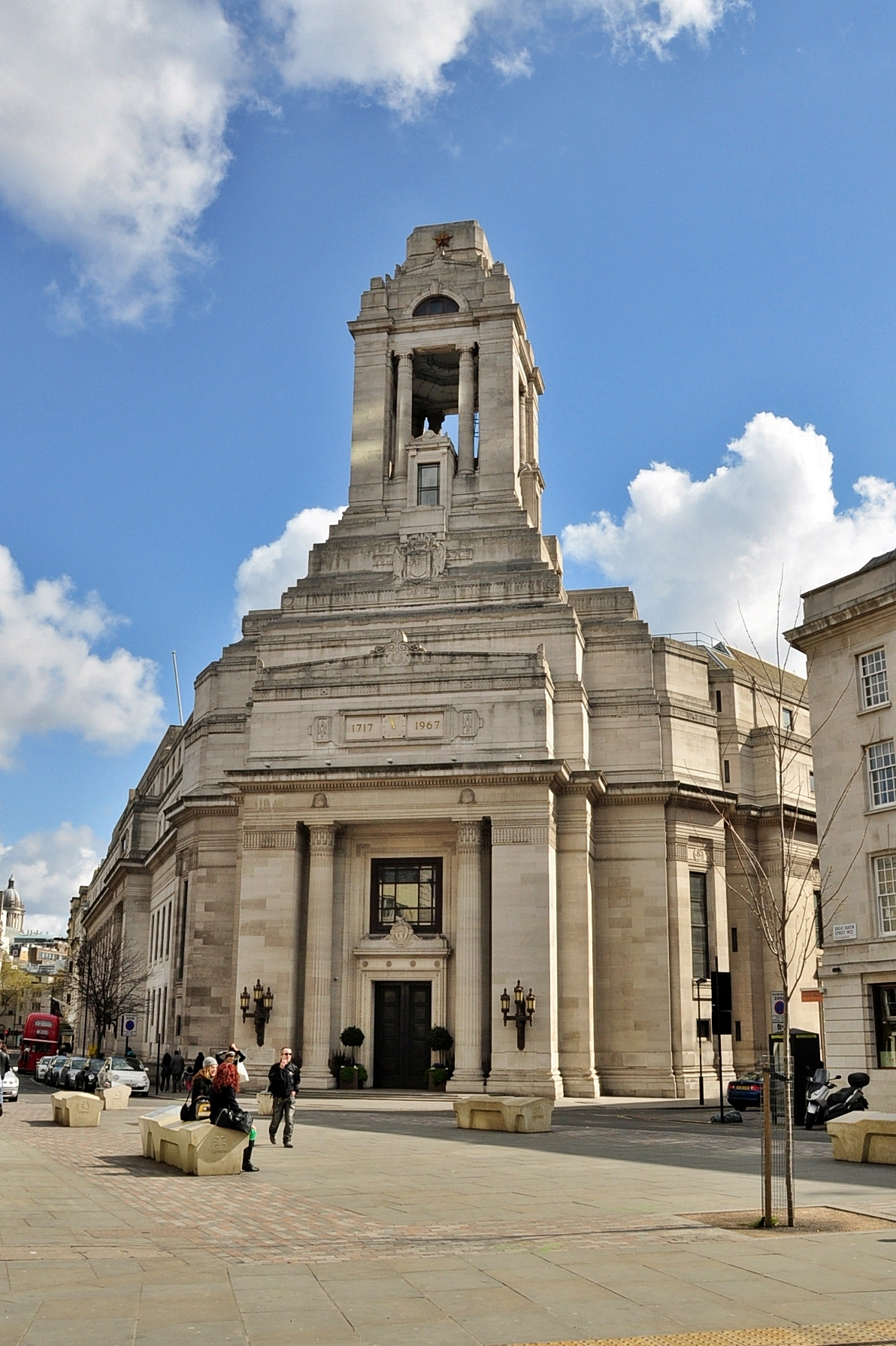
Freemasons’ Hall,
Great Queen Street, London

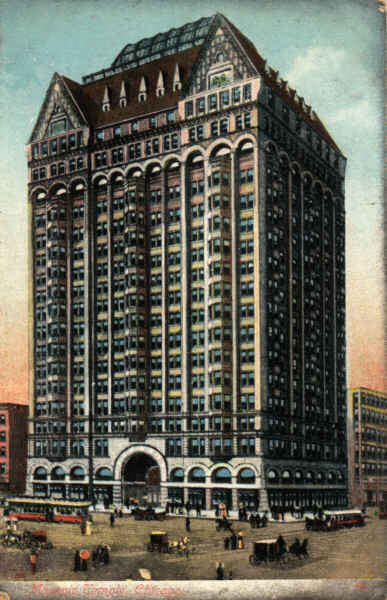
Masonic Temple,
Chicago 1892–1939

## Geschichte
Während die Freimaurerei in Kontinentaleuropa nach der Französischen Revolution und speziell nach dem Ende der Hegemonie Napoleon Bonapartes in gravierenden Gegensatz zu der Mehrzahl der herrschenden politischen und religiösen Gruppierungen geriet und dadurch an der Errichtung machtvoller Bauten gehindert war, wurden die Vereinigten Staaten nach dem erfolgreichen Unabhängigkeitskrieg wesentlich durch Freimaurer wie George Washington und Benjamin Franklin (sowie später Andrew Jackson) und freimaurerfreundliche Politiker wie Thomas Jefferson geprägt. Das gemäßigt freimaurerische Element (ohne antireligiöse Stoßrichtung) gehört damit zum zentralen Erbe der amerikanischen Revolution und konnte sich auch in der Folge, ungeachtet politischer und religiöser Vorbehalte anderer Gruppen, auf breiter Basis entfalten. Am Höhepunkt der Verbreitung des Bundes, 1929, gehörten 8,6 % der männlichen Bevölkerung der USA der Freimaurerei an, und 1960 war mit über 4 Millionen Mitgliedern ein Durchdringungsgrad von 7,6 % gegeben. Der Mitgliedschaft in freimaurerischen Organisationen als mittelständisches Massenphänomen entsprach auch eine selbstbewusste architektonische Selbstdarstellung. Vor allem in den Jahrzehnten zwischen 1870 und 1930, in denen die USA nach Überwindung ihres Bürgerkriegs zur weltweit führenden Industriemacht aufstiegen, kam es deshalb zur Errichtung einer Fülle von freimaurerisch geprägten Großbauten. Im Gefolge der Weltwirtschaftskrise mussten etliche dieser repräsentativen Großbauten anderen Zwecken gewidmet werden, und ein vergleichbarer Trend ist auch in den letzten Jahrzehnten festzustellen. So wurde ein ehemaliger Freimaurertempel 1987 zum National Museum of Women in the Arts und der ägyptisierende Scottish Rite Temple in Mobile (Alabama) wurde zum Restaurant.

## Bemerkenswerte masonische Bauten

### Deutschland
- Altes Rathaus in Bielefeld
- Logenhaus Moorweidenstraße, Hamburg
- Logenhaus Zu den drei Degen
- Hotel Kaisershof (Hamburg)
- Völkerschlachtdenkmal[1][3]

### Schweiz
- Haus zum Kirschgarten (Basel)[4]

### Spanien
- Freimaurer-Tempel von Santa Cruz de Tenerife

### Kanada
- Masonic Temple (St. John’s, Newfoundland and Labrador).
- Masonic Temple in Toronto.

### Liberia
- Masonic Temple (Monrovia).

### Großbritannien
- The Cloisters (Letchworth).
- Freemasons’ Hall (London), Heim der United Grand Lodge of England.
- New Welcome Lodge.
- Rosslyn-Kapelle

### Vereinigte Staaten
- Freimaurertempel von Philadelphia, Pennsylvania
- George Washington National Masonic Memorial, Alexandria, Virginia.
- House of the Temple, Washington, D.C.
- Masonic Temple (Glendale, California).
- Masonic Temple (Detroit).
- Masonic Temple (Chicago).
- Salt Lake Masonic Temple, Salt Lake City, Utah.
- New York City Center, New York, New York, errichtet als „Moschee“ der Shriners.
- The New Masonic Temple (Saint Louis, Missouri).
- Moolah Theatre and Lounge (Saint Louis, Missouri) ebenfalls ein Bauwerk der Shriners.
- Shrine Auditorium (Los Angeles), Kalifornien, ein weiterer Bau der Shriners.
- Masonic Center (San Francisco), Kalifornien.
- Tempel der Großloge von Massachusetts, Boston
- Tripoli Shrine Temple (Milwaukee), Wisconsin, erbaut nach dem Vorbild des Taj Mahal.

## Internationale Impressionen

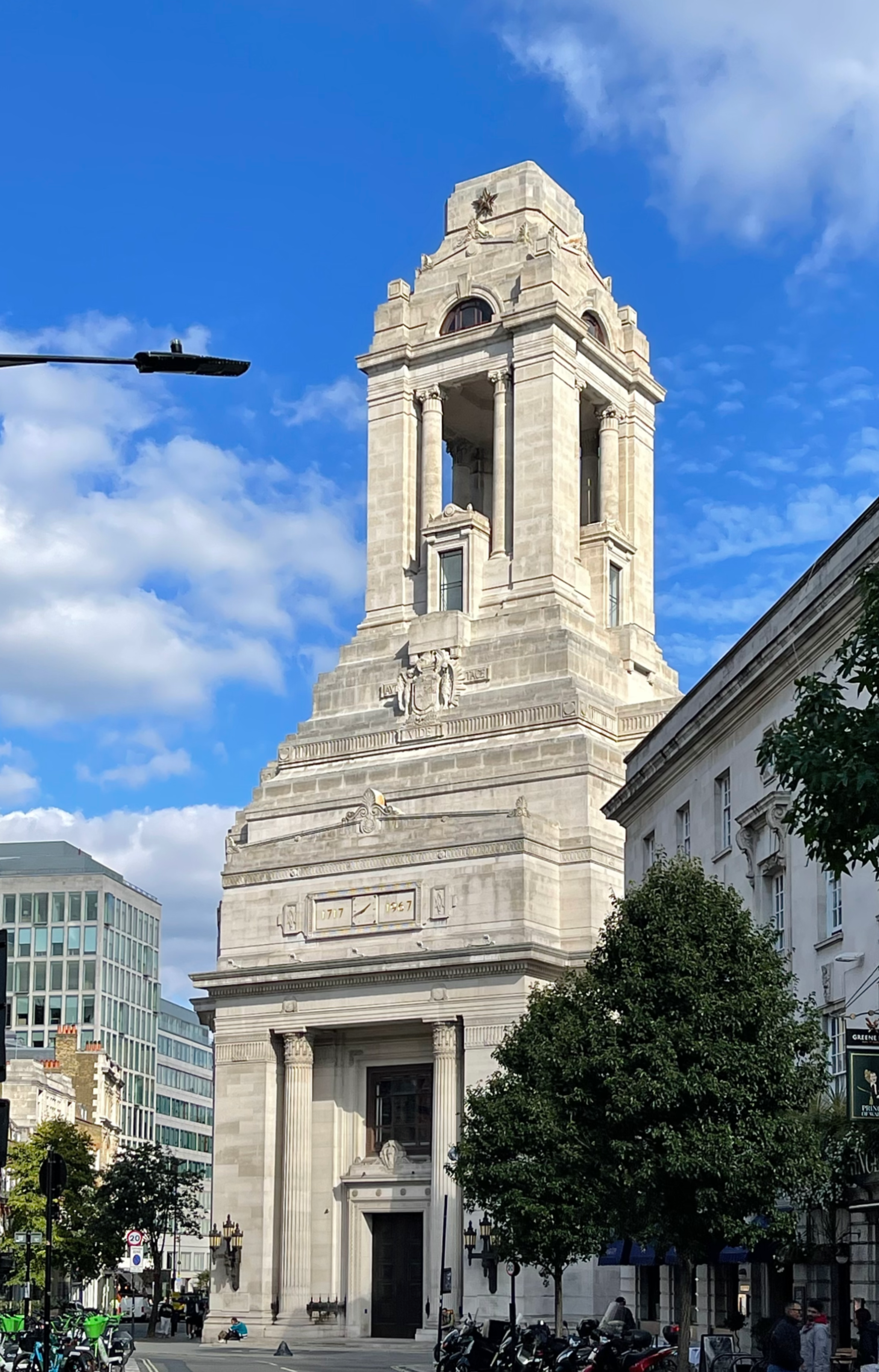
Freemasons’ Hall, London
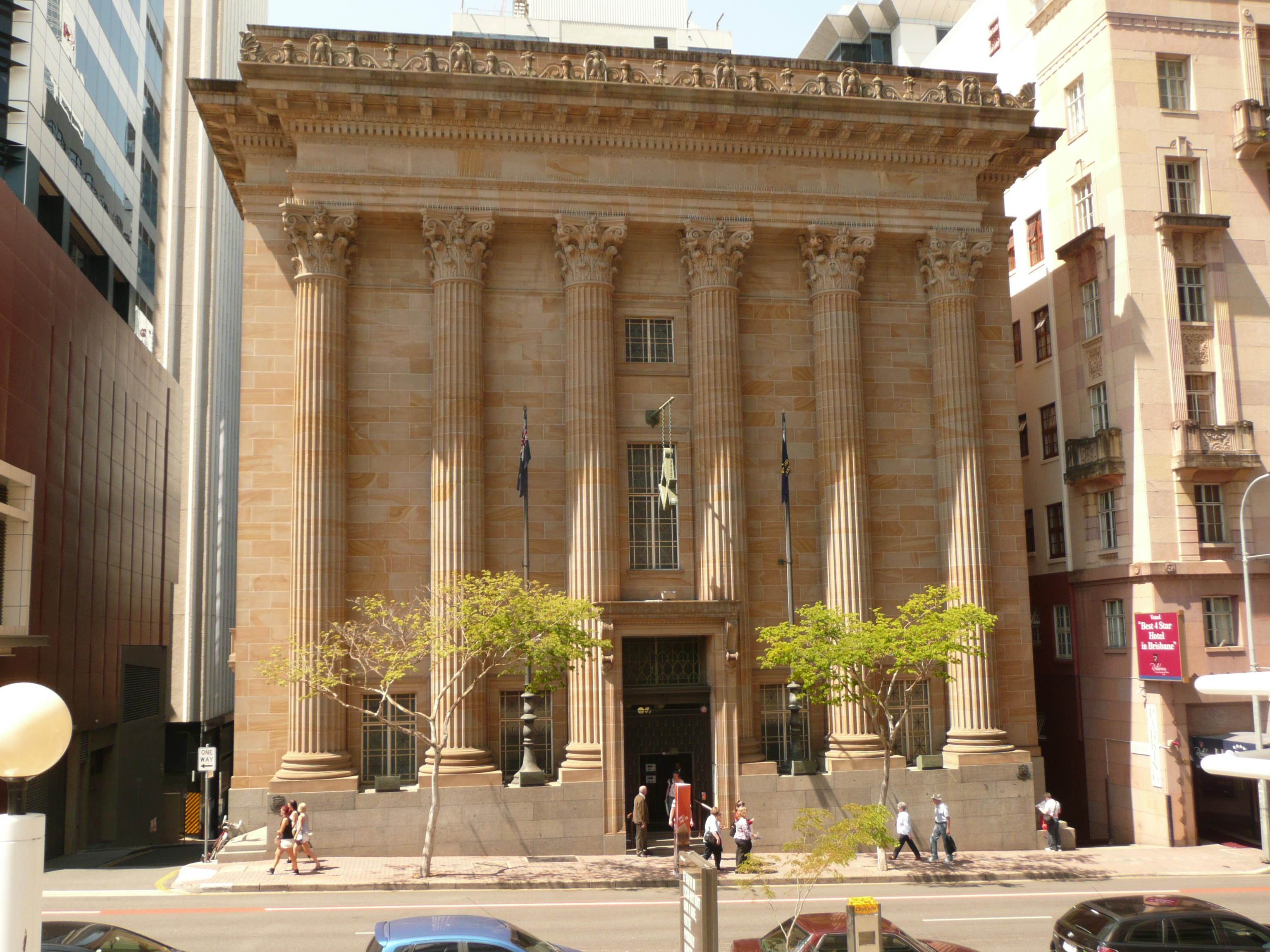
Freimaurertempel in Brisbane.
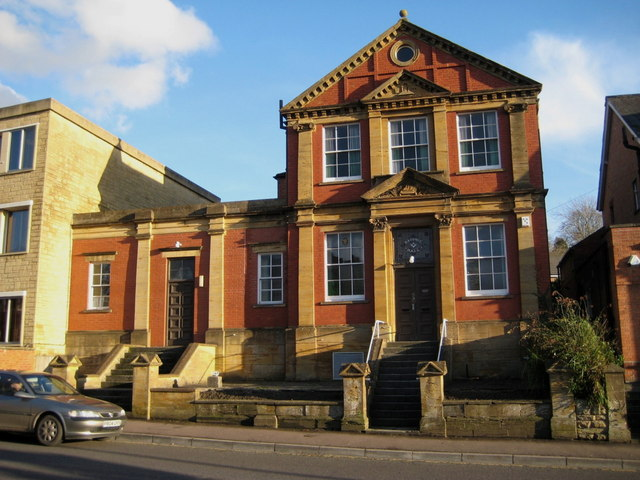
Freimaurer-Loge in  Yeovil.
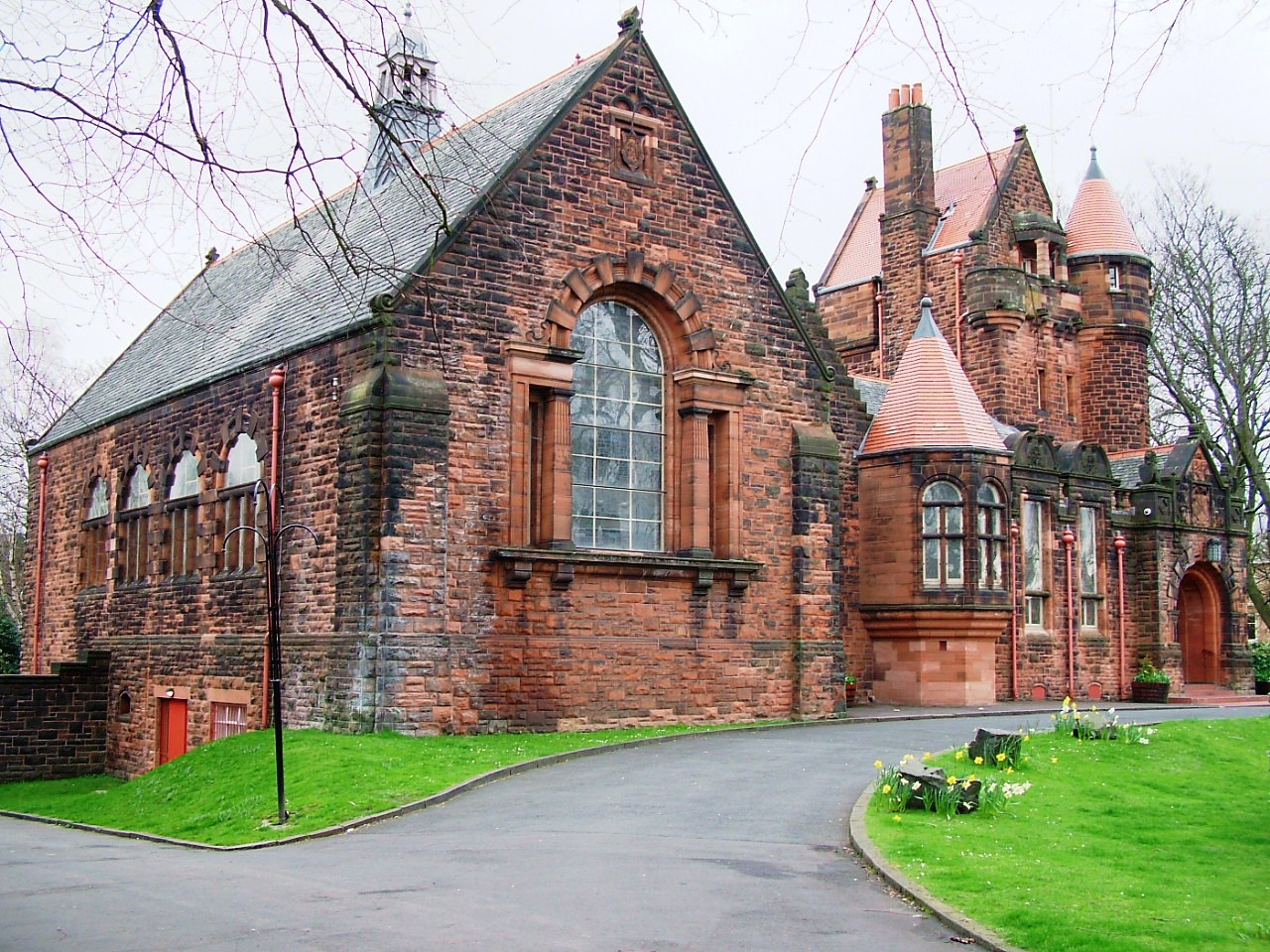
Pollokshields Burgh Hall im Maxwell Park (Glasgow).
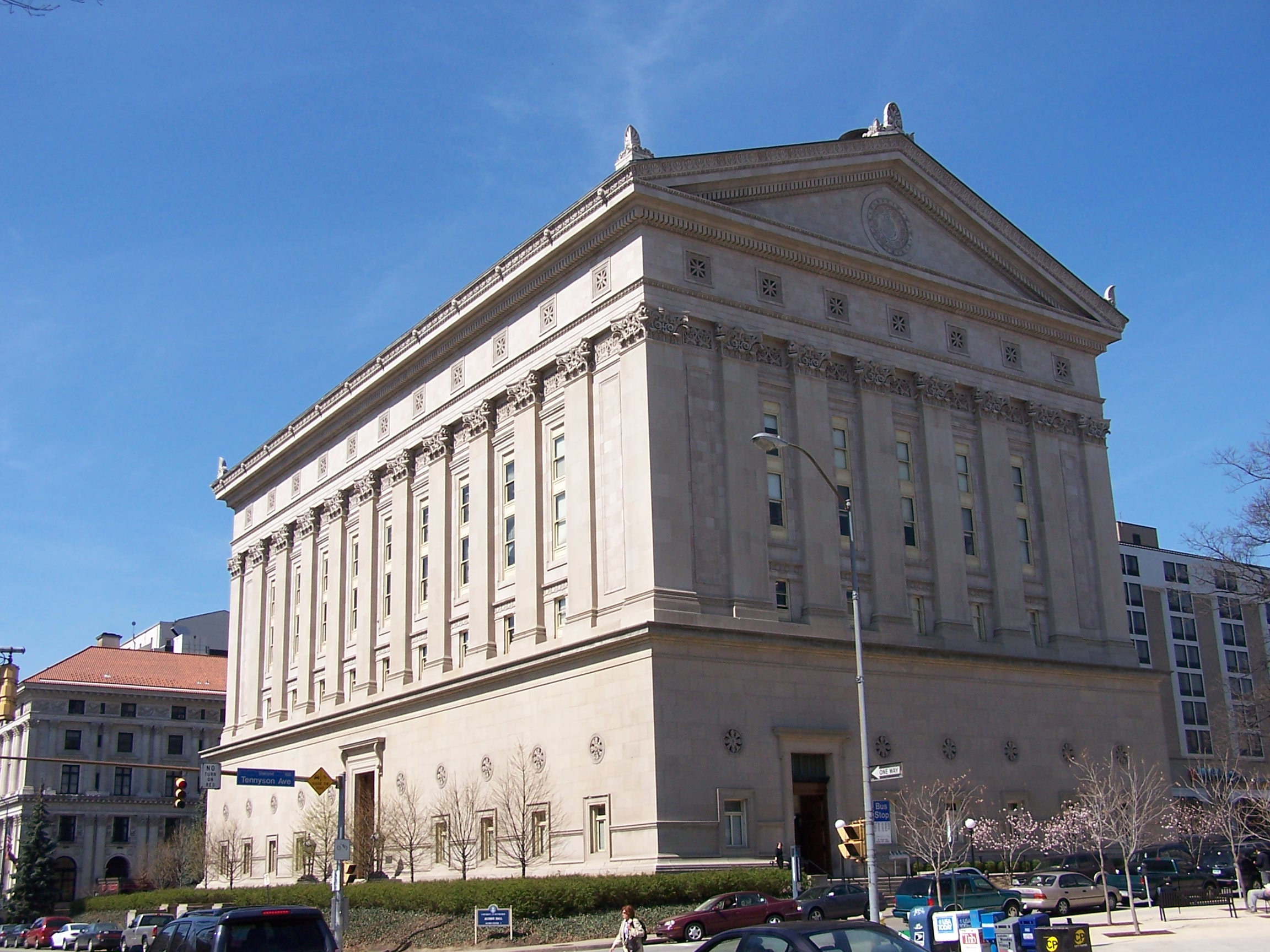
Ehemaliger Freimaurer-Tempel in Oakland, heute ein Gebäude der University of Pittsburgh.
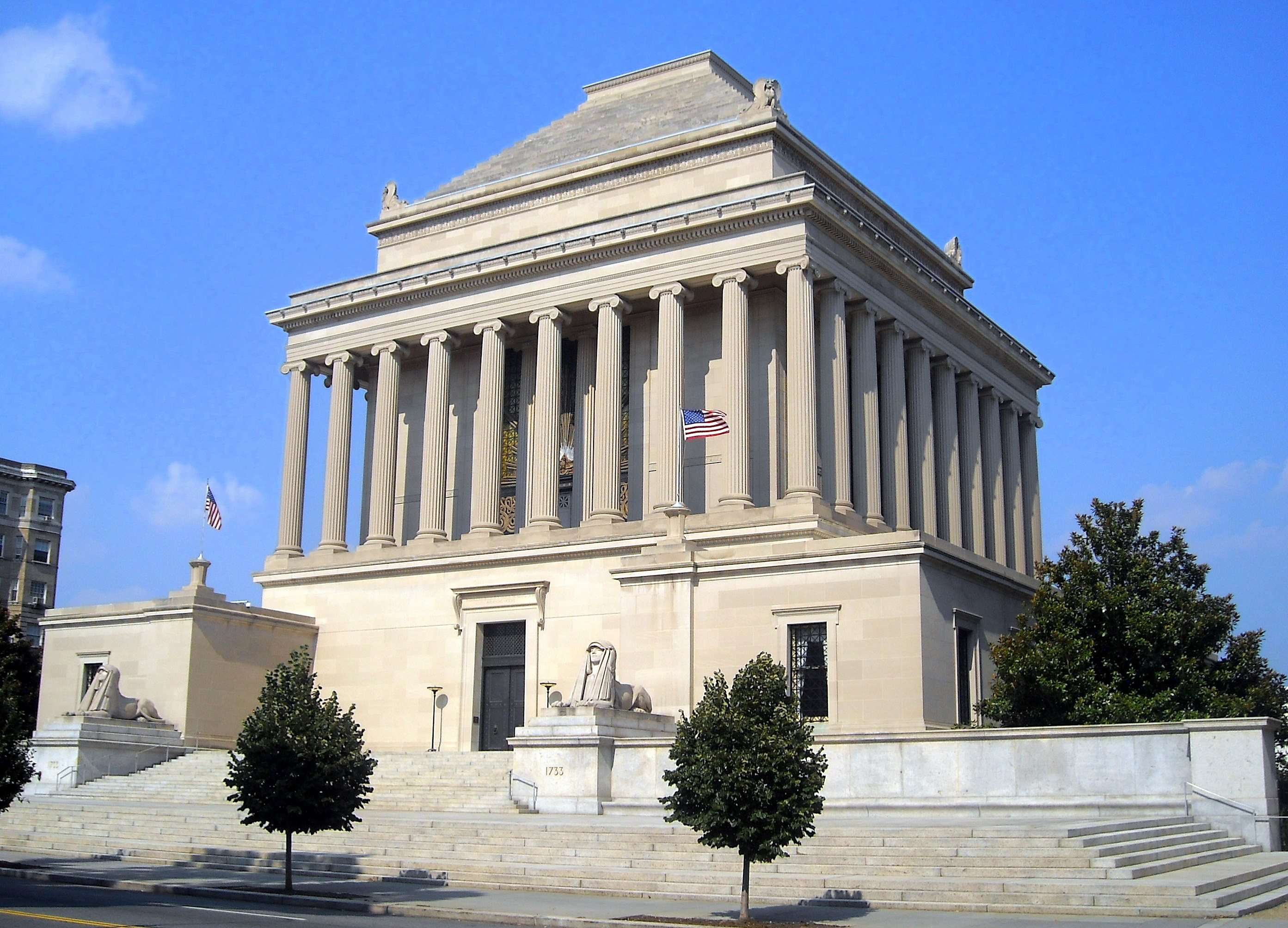
Masonic Temple in Washington, DC, (USA).
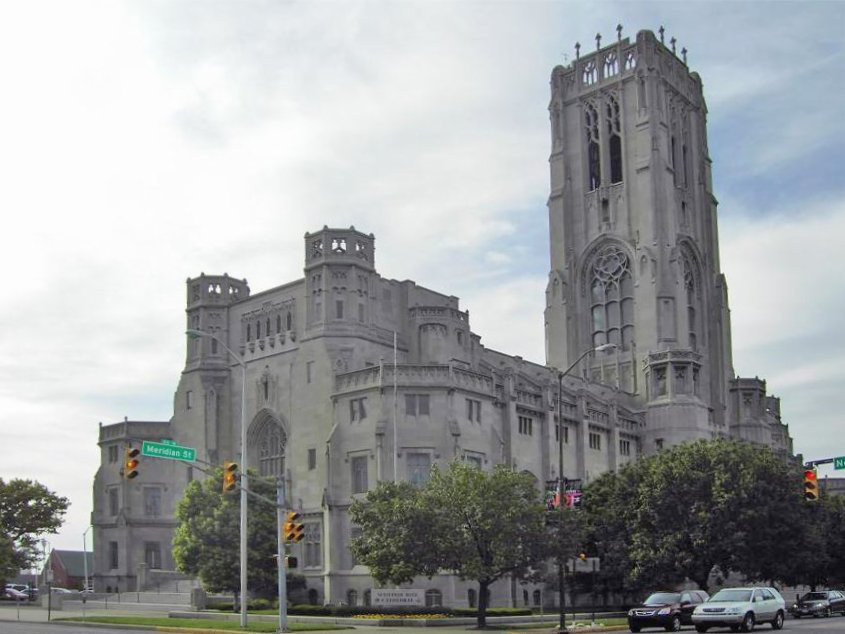
Scottish Rite Cathedral in Indianapolis.
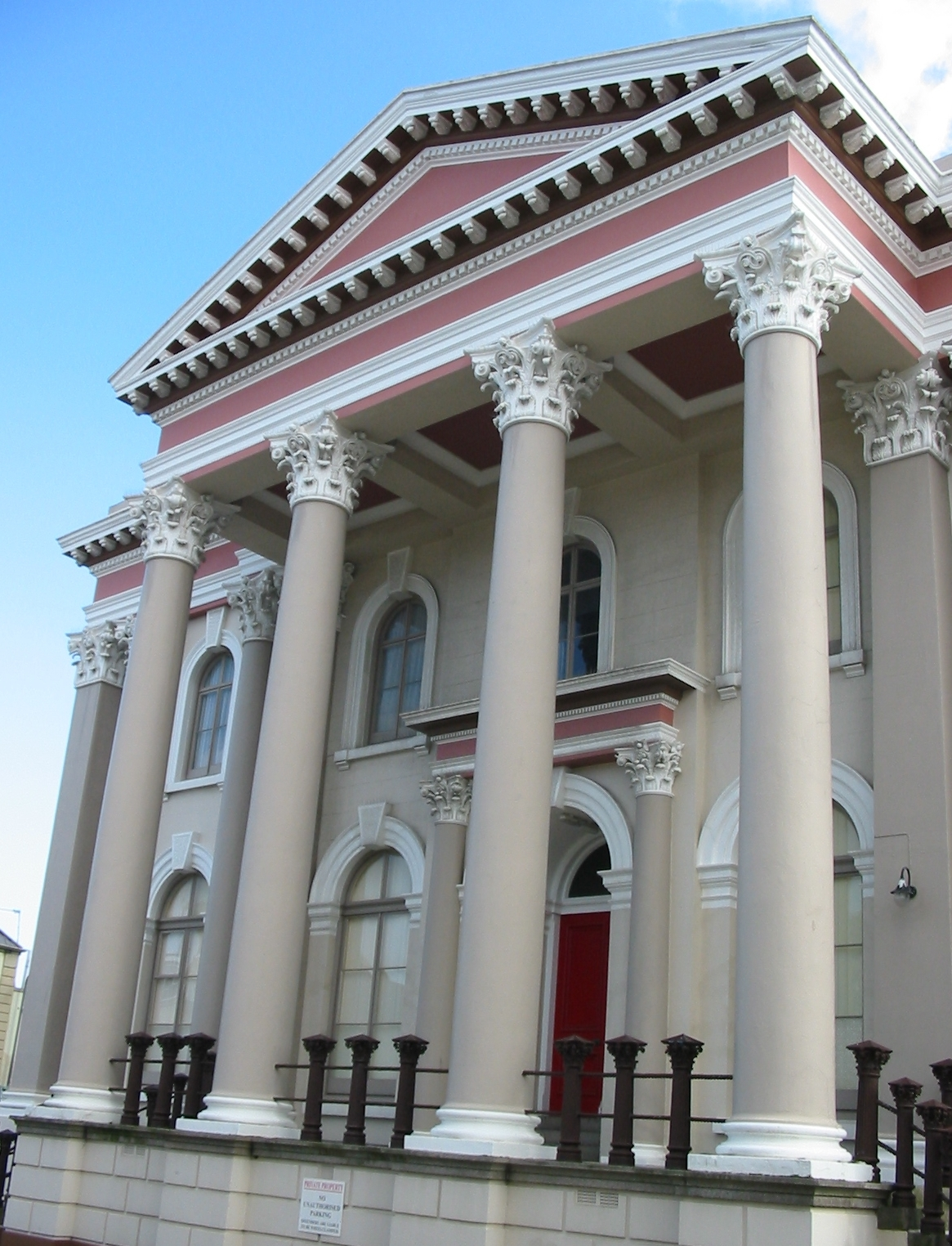
Freimaurertempel in Saint Helier (Kanalinsel Jersey).
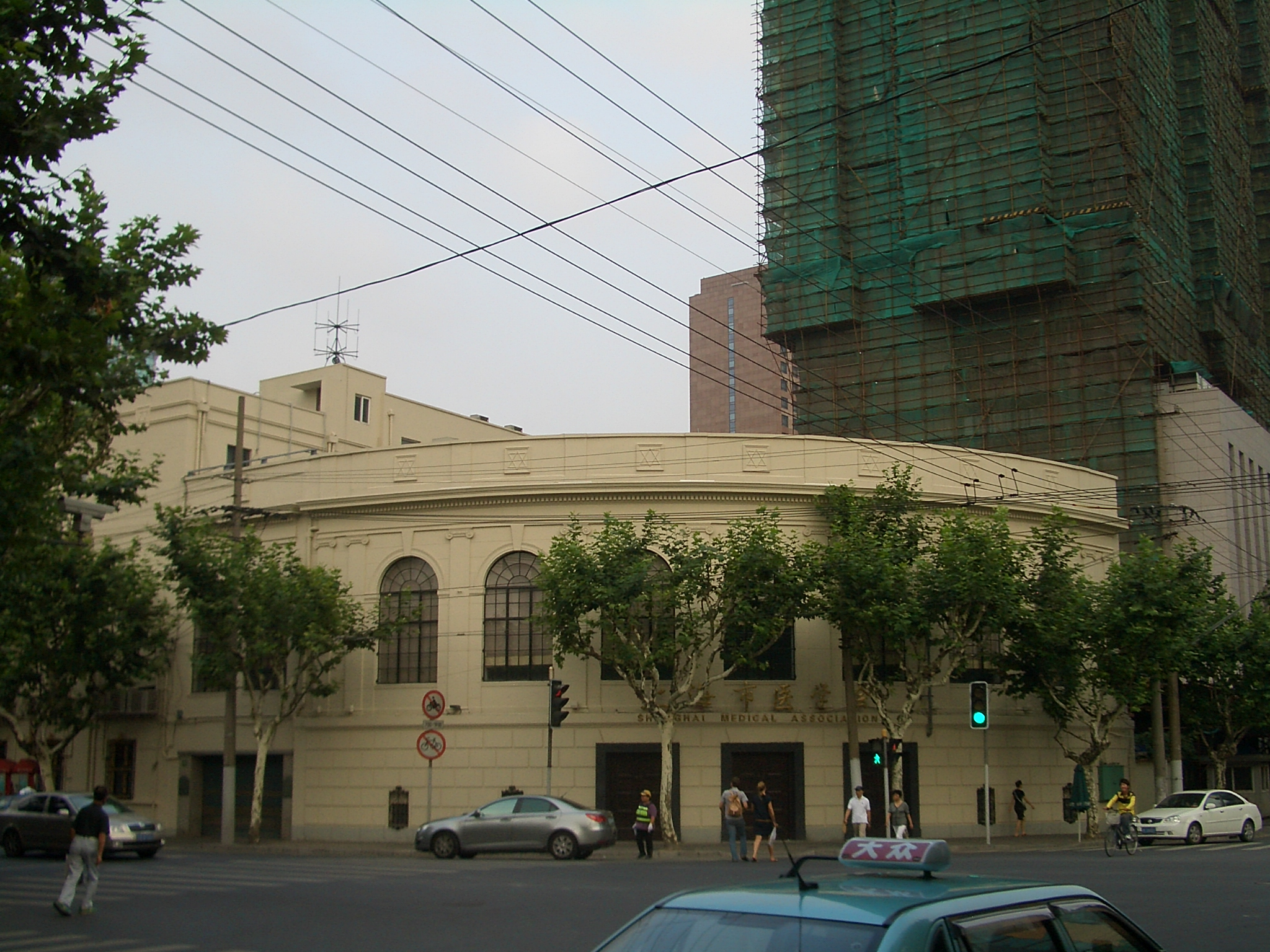
Freimaurertempel in Shanghai mit der Medical Association als Mieter.
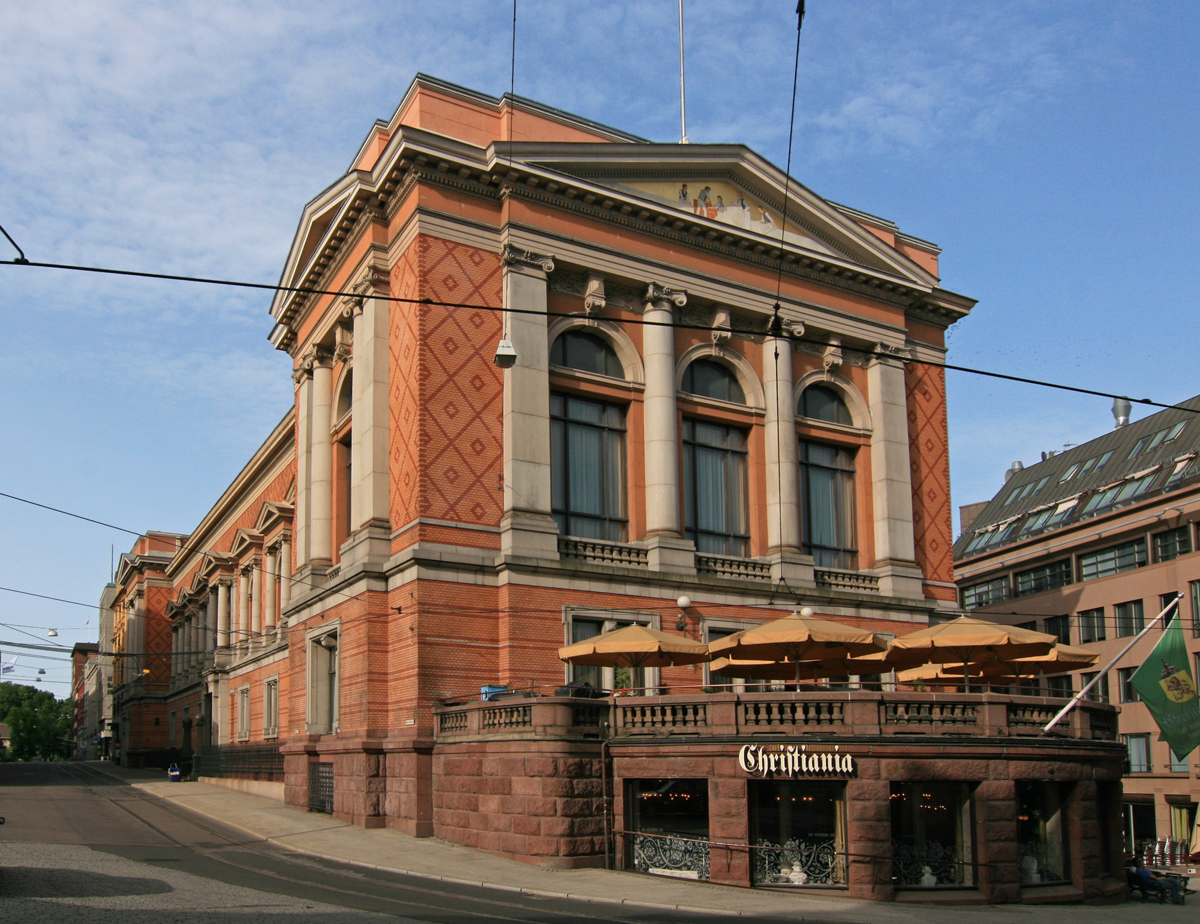
Norwegischer Freimaurertempel in Oslo.
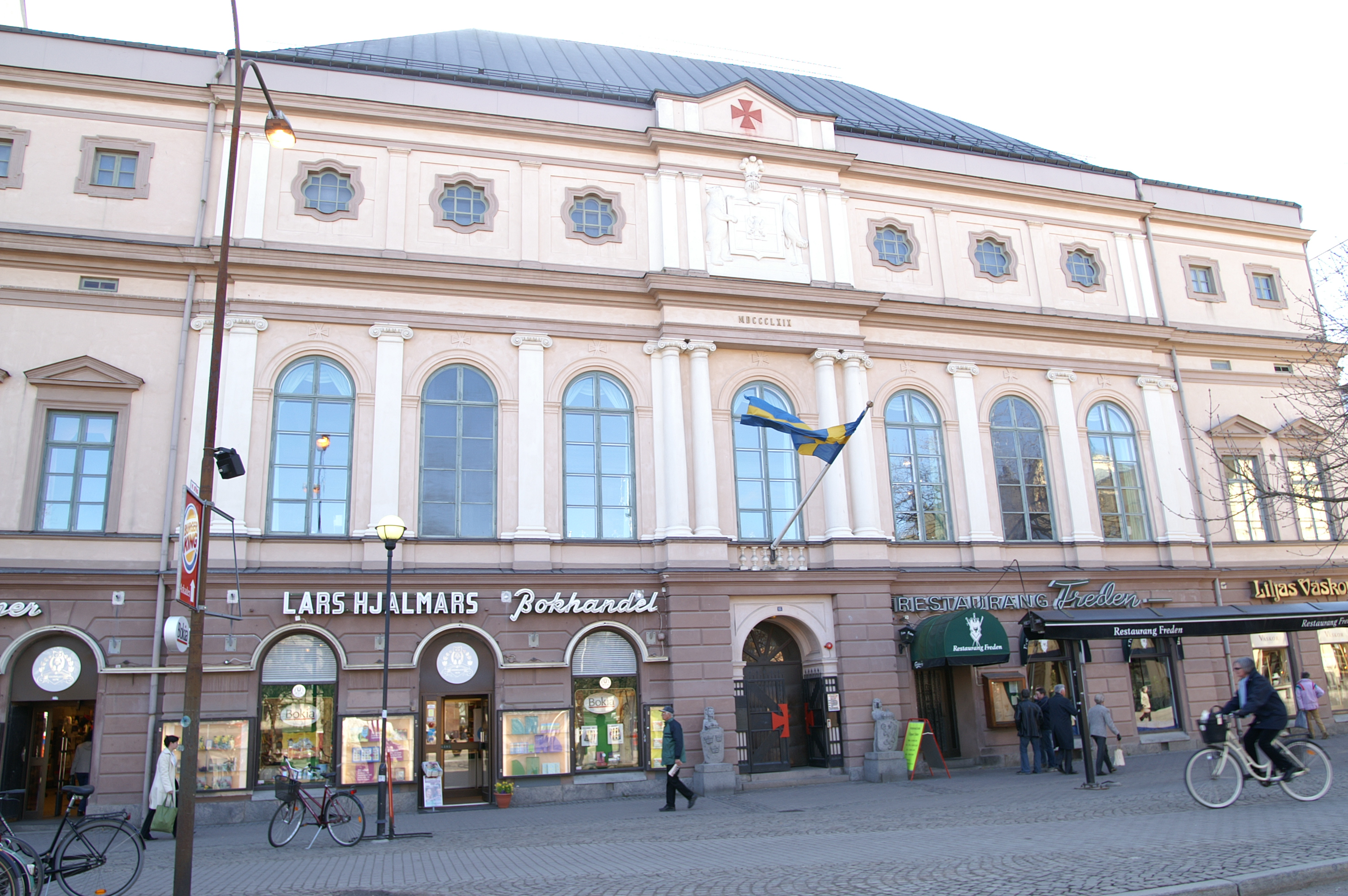
Schwedischer Freimaurertempel in Karlstad.
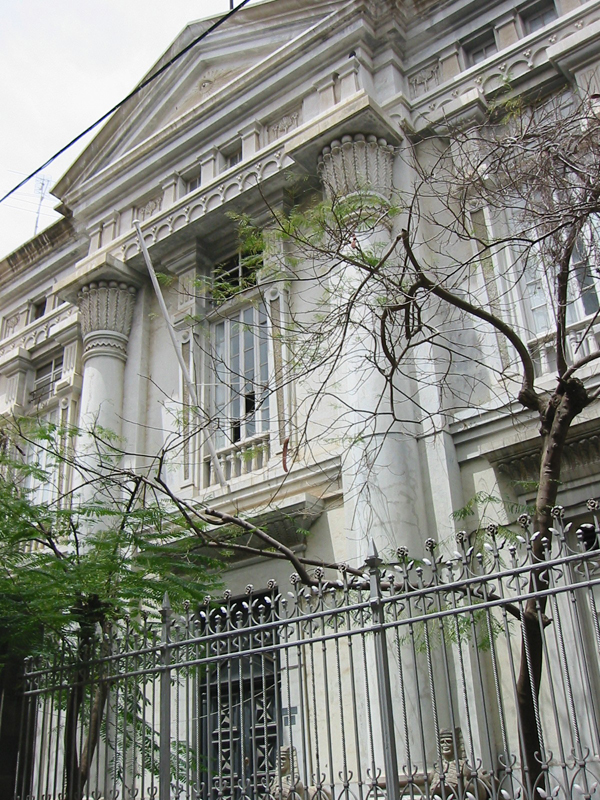
Freimaurer-Tempel von Santa Cruz de Tenerife (Spanien).
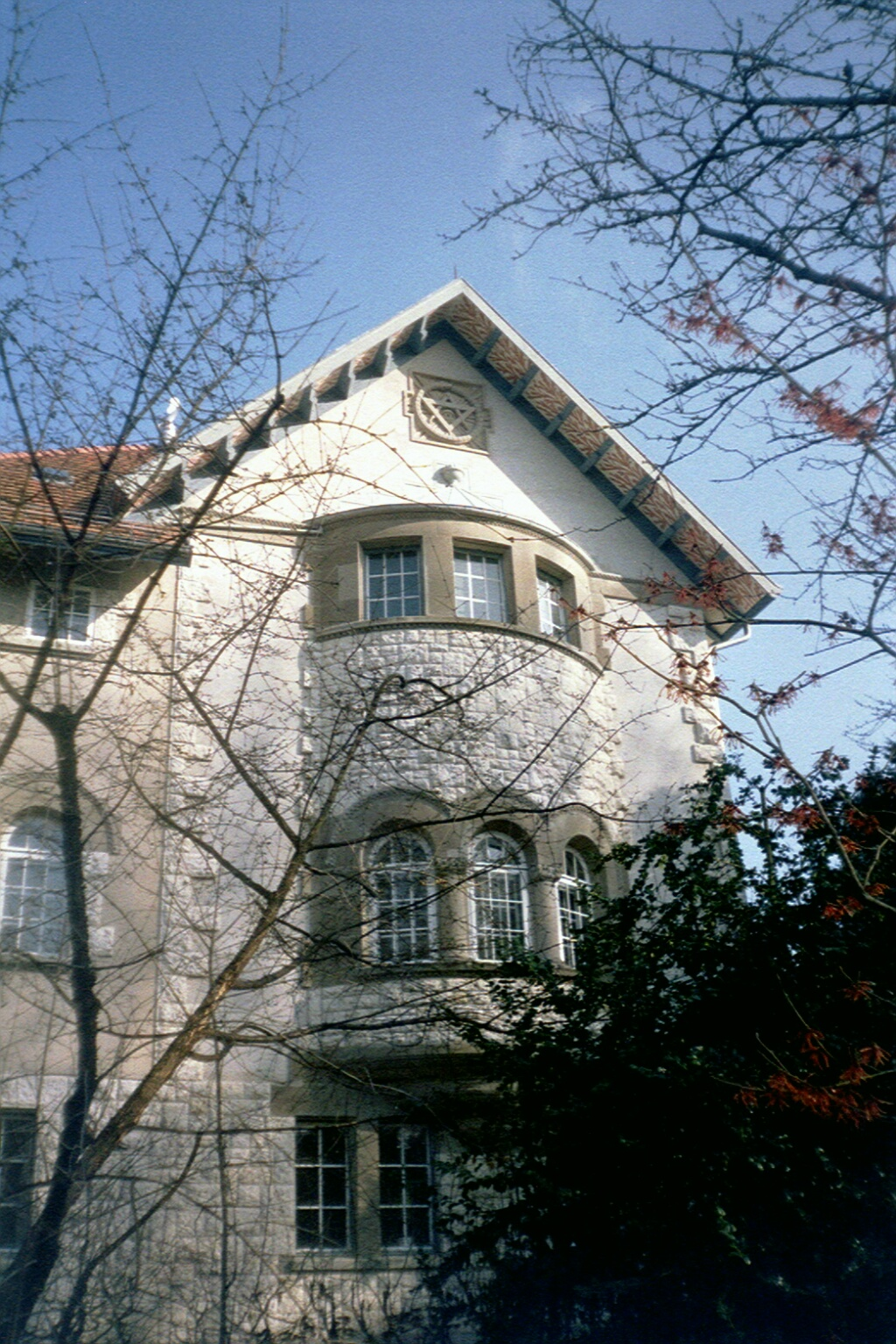
Logenhaus in Winterthur.
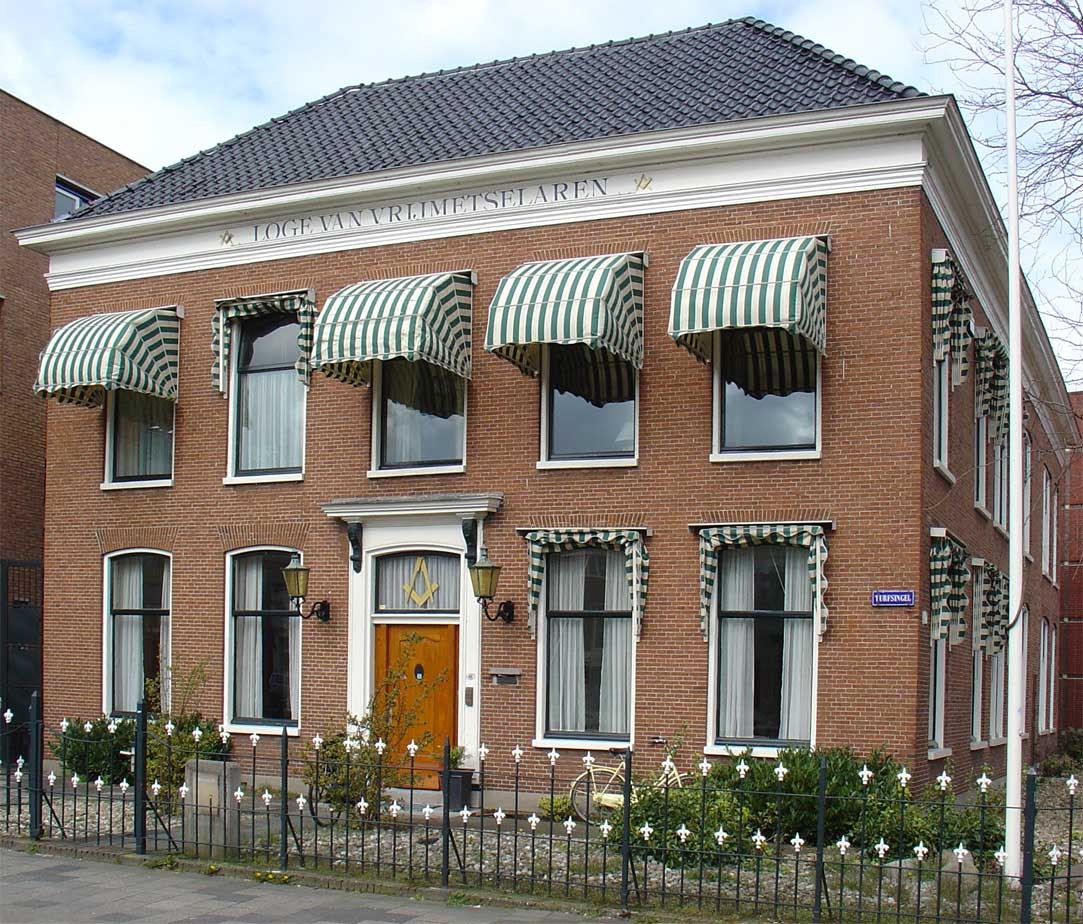
Logenhaus in Groningen.
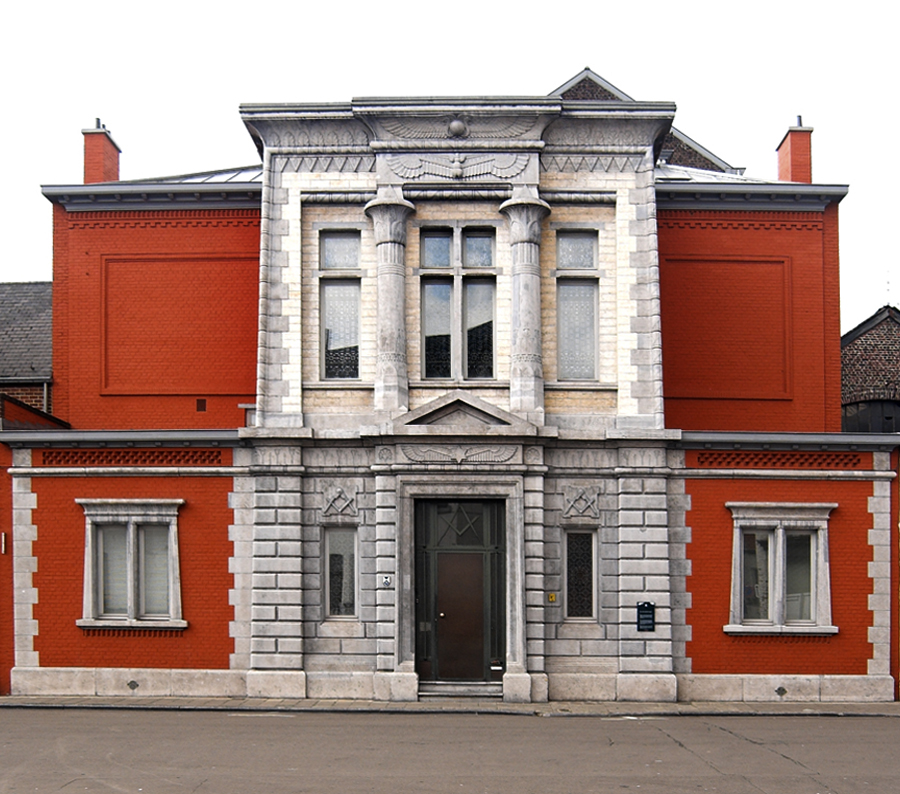
Logenhaus in Mons.
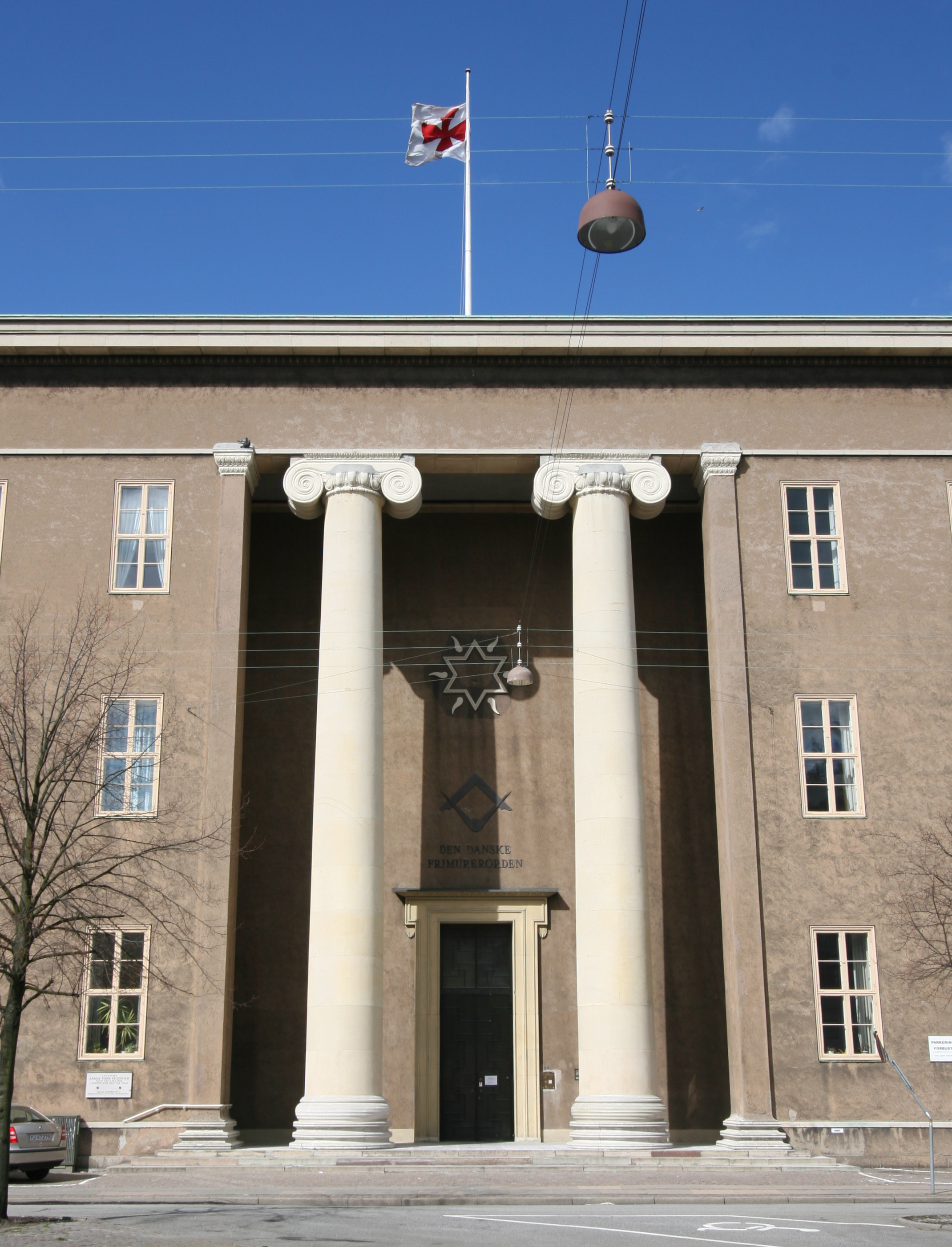
Freimaurertempel in Kopenhagen.
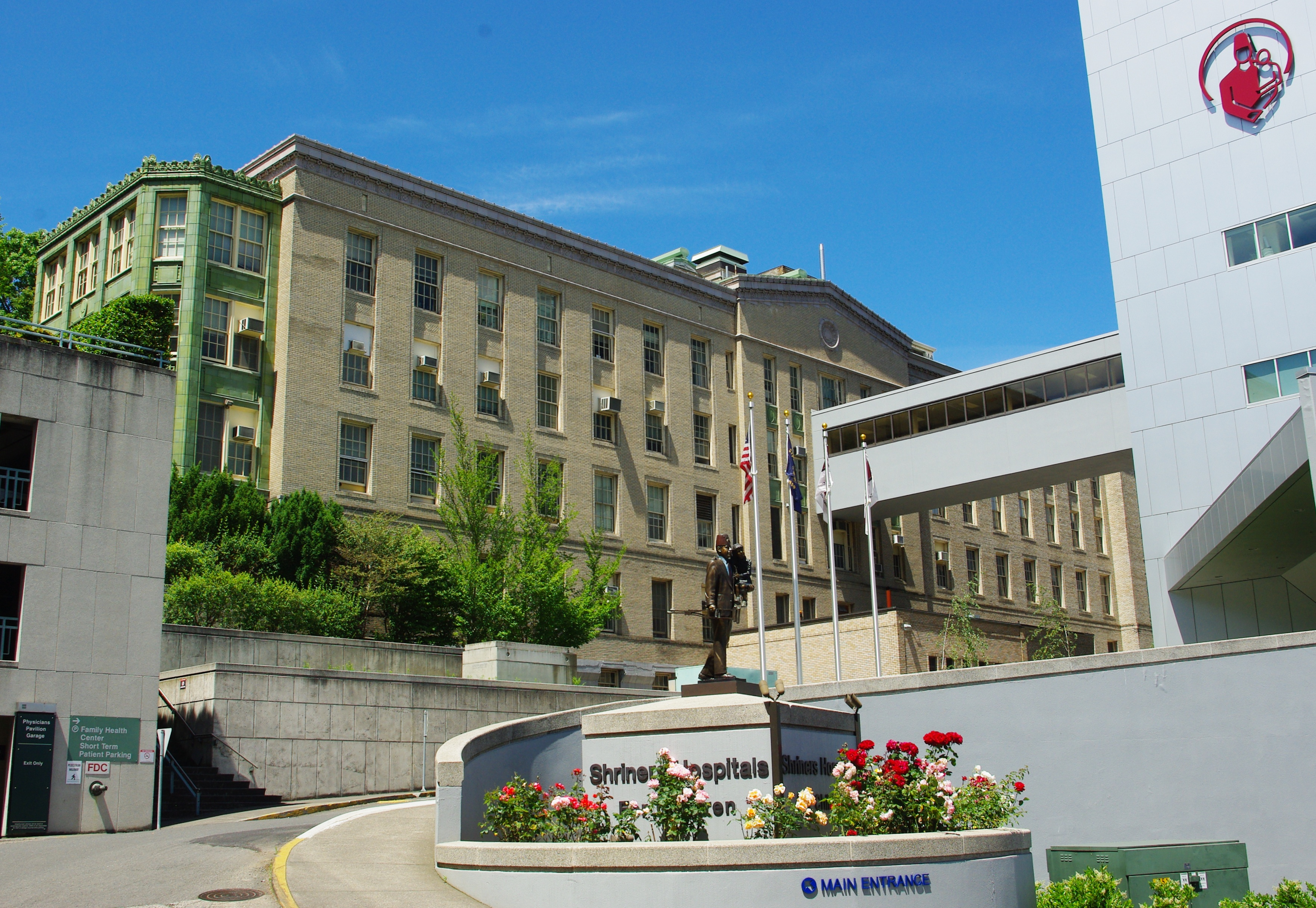
Kinderkrankenhaus der Shriners auf dem Campus der Oregon Health and Science University in Portland (Oregon).
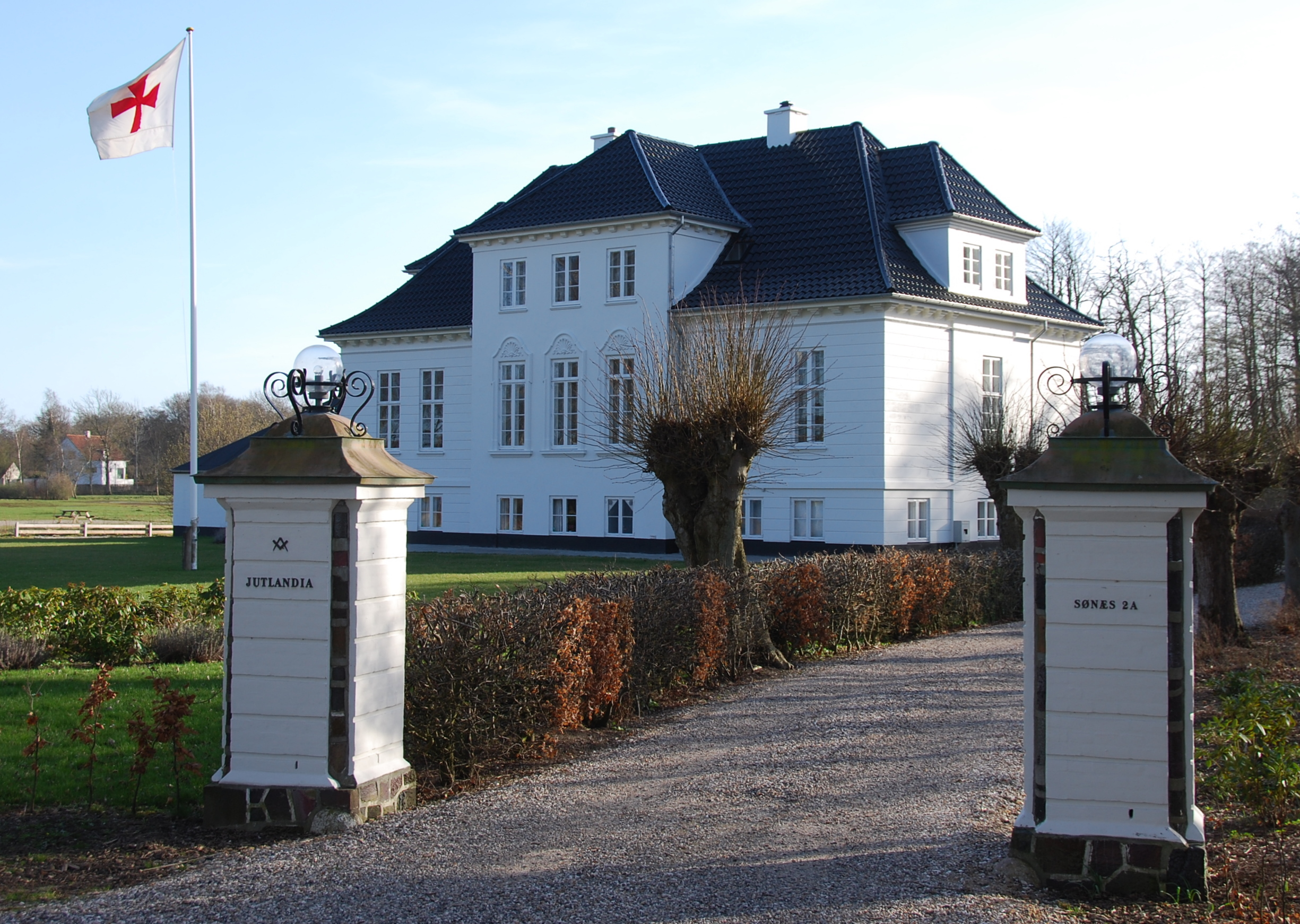
Logenhaus in Viborg.
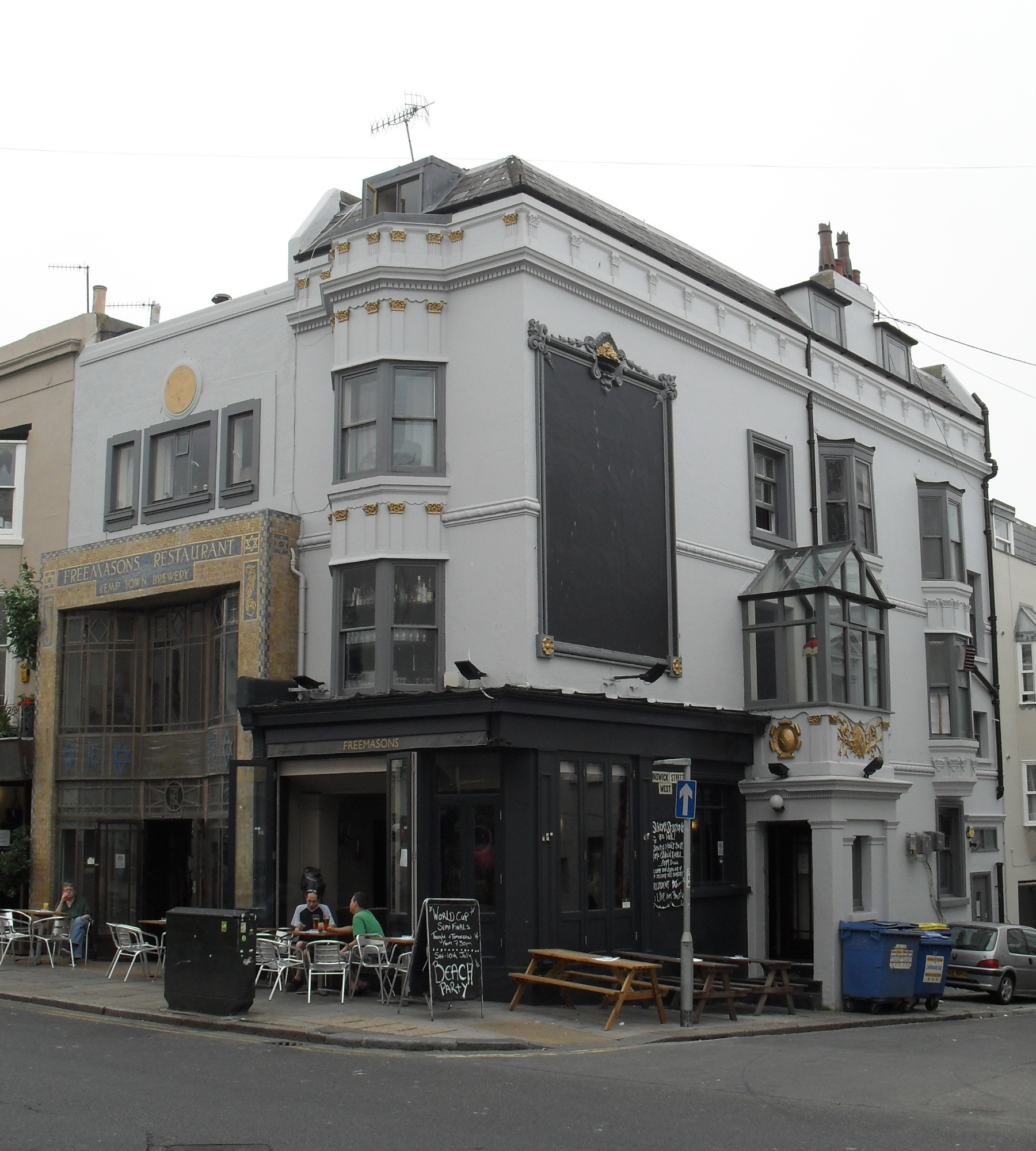
Freemasons Inn and Restaurant in Hove.
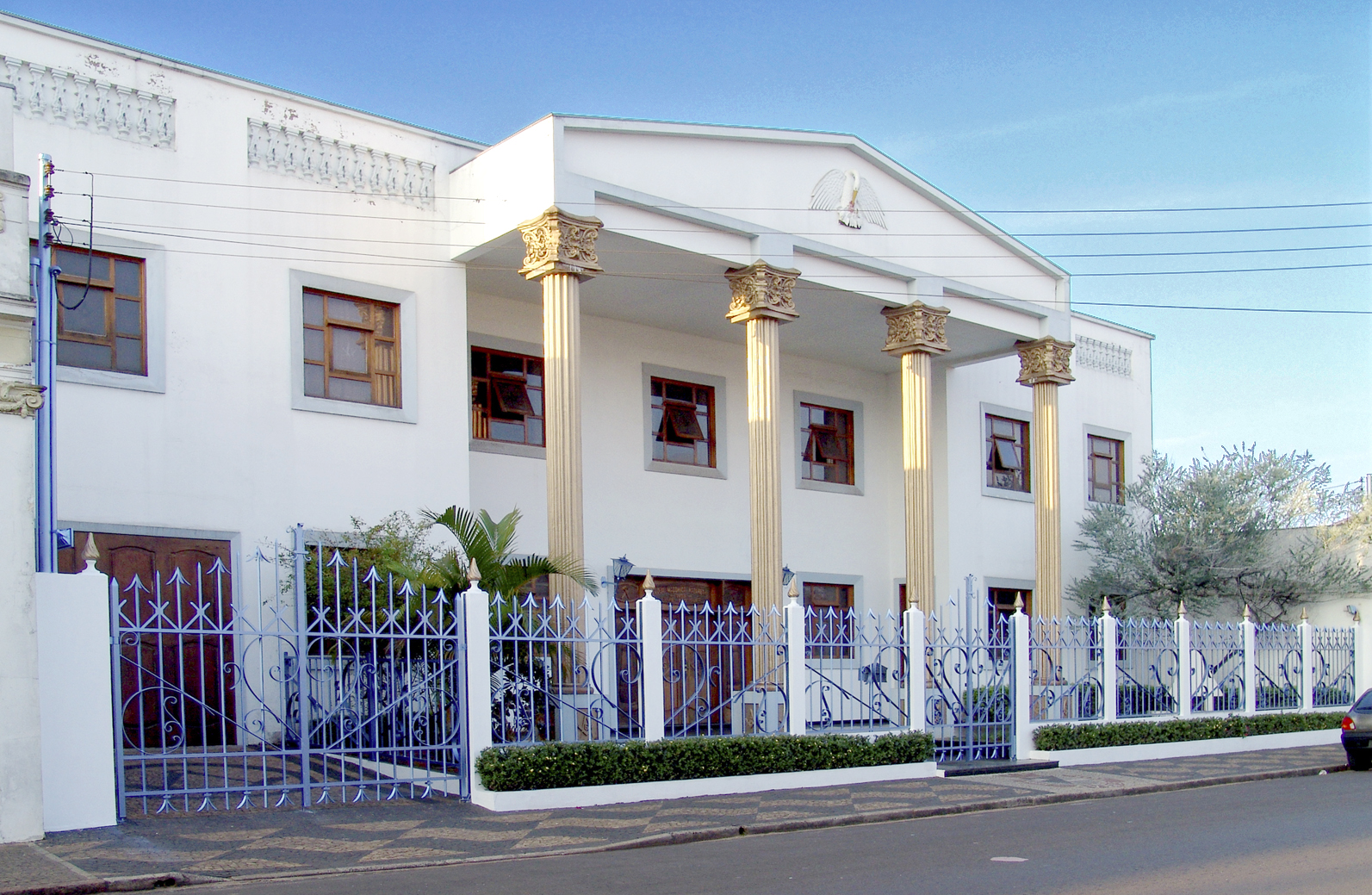
Freimaurertempel in Avaré (Brasilien).
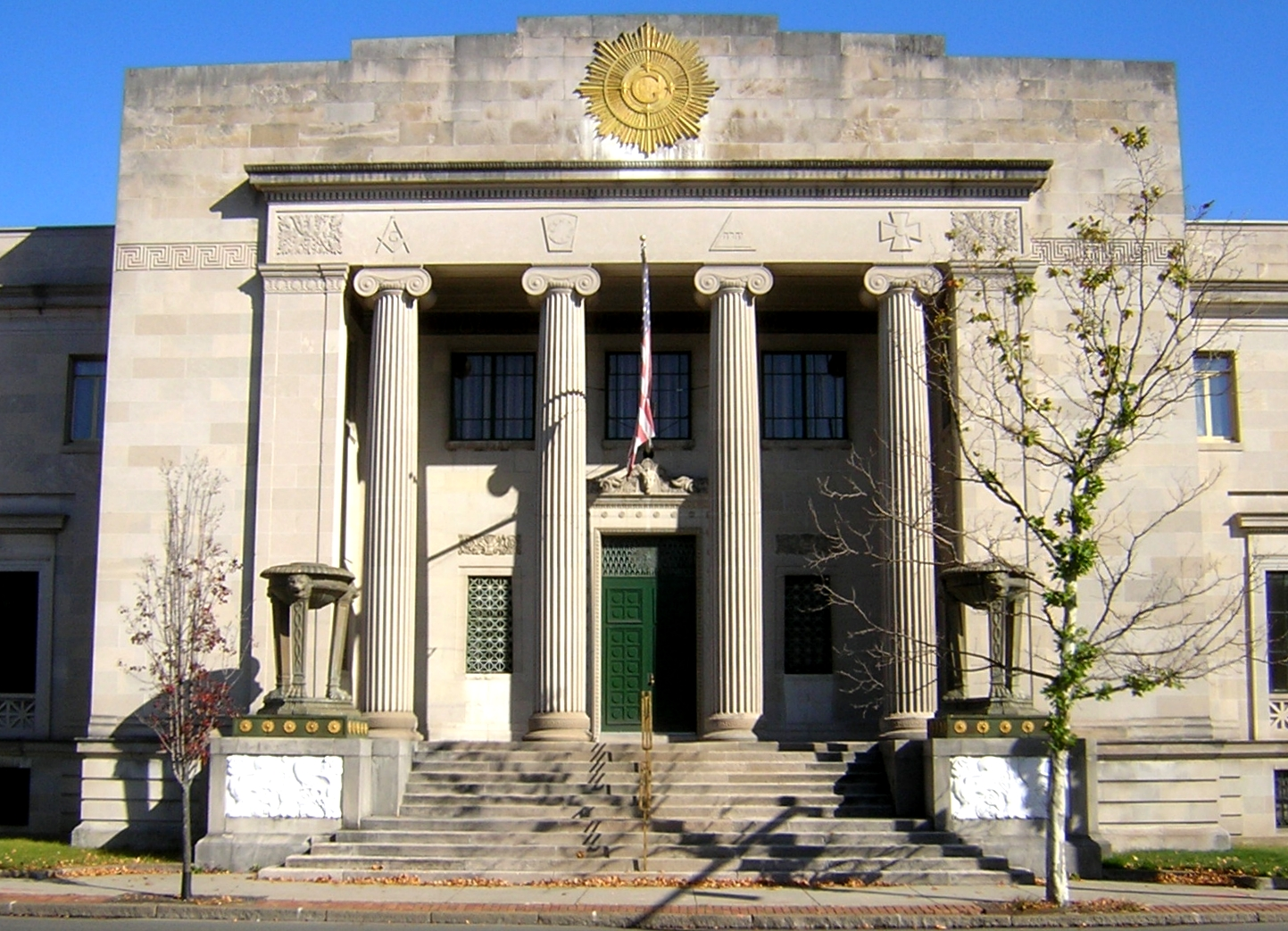
Freimaurertempel in Quincy (Massachusetts).
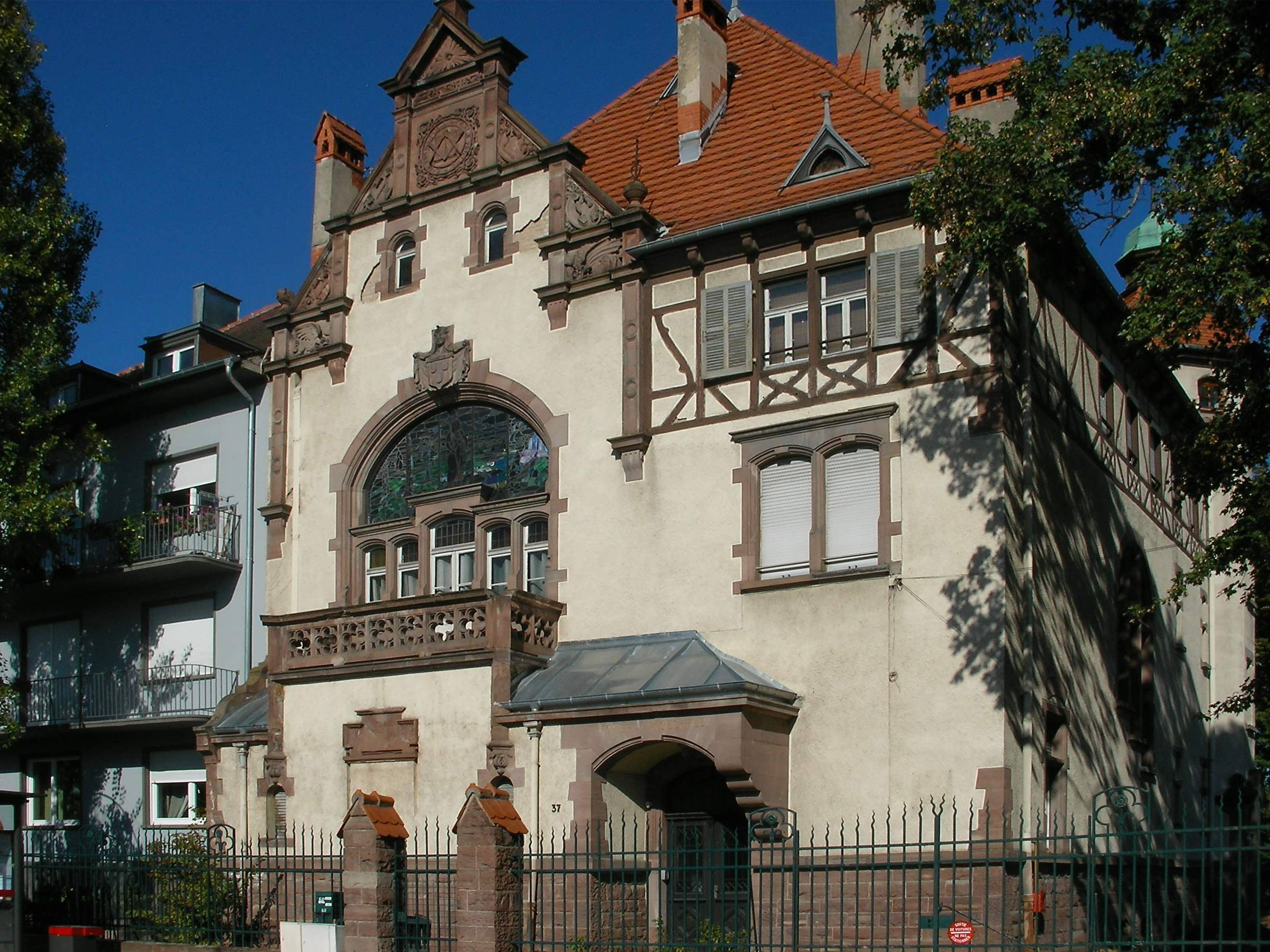
Logenhaus in Colmar.
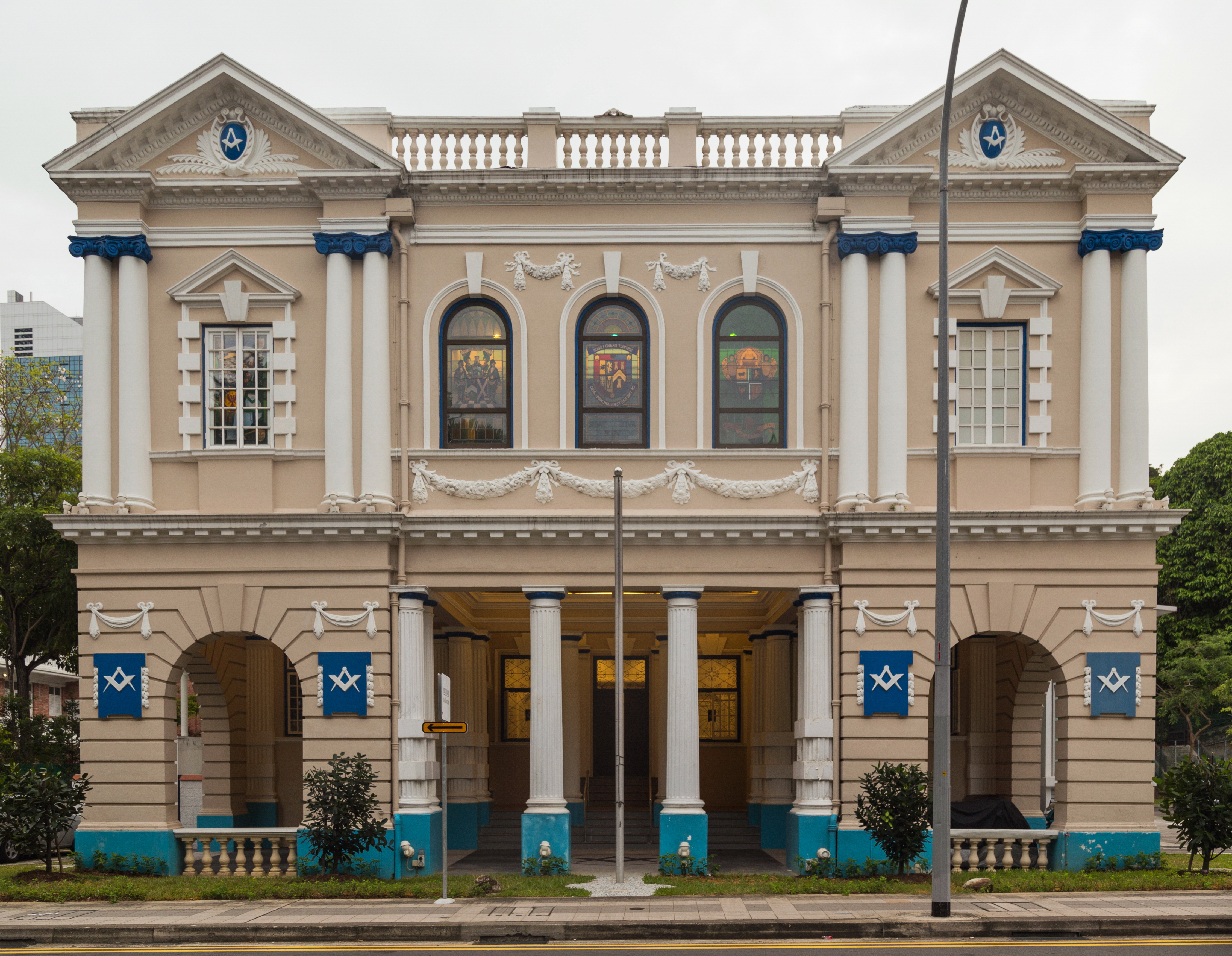
Freemasons Hall in Singapur.
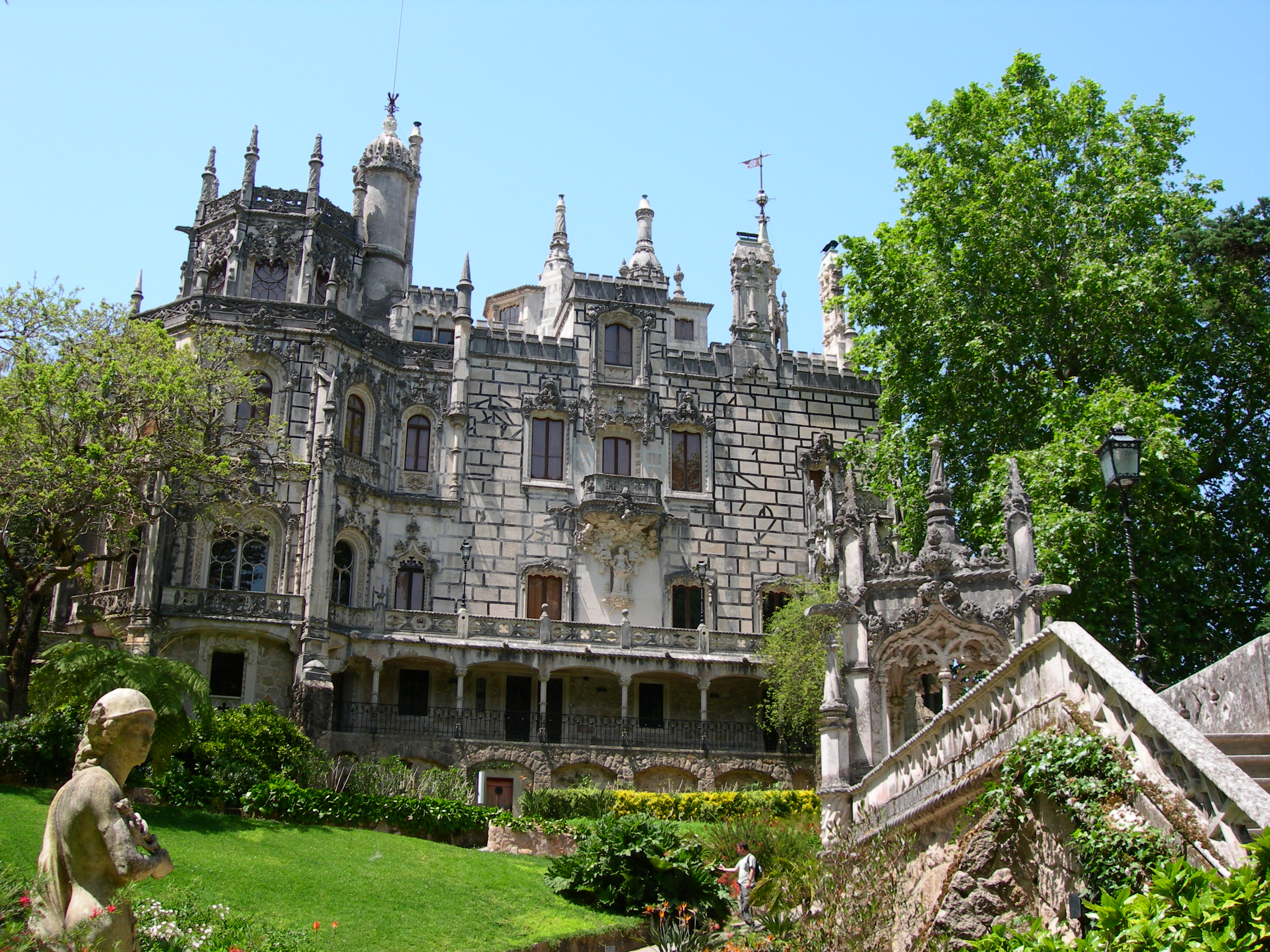
Schloss Quinta da Regaleira in Sintra (UNESCO-Weltkulturerbe).
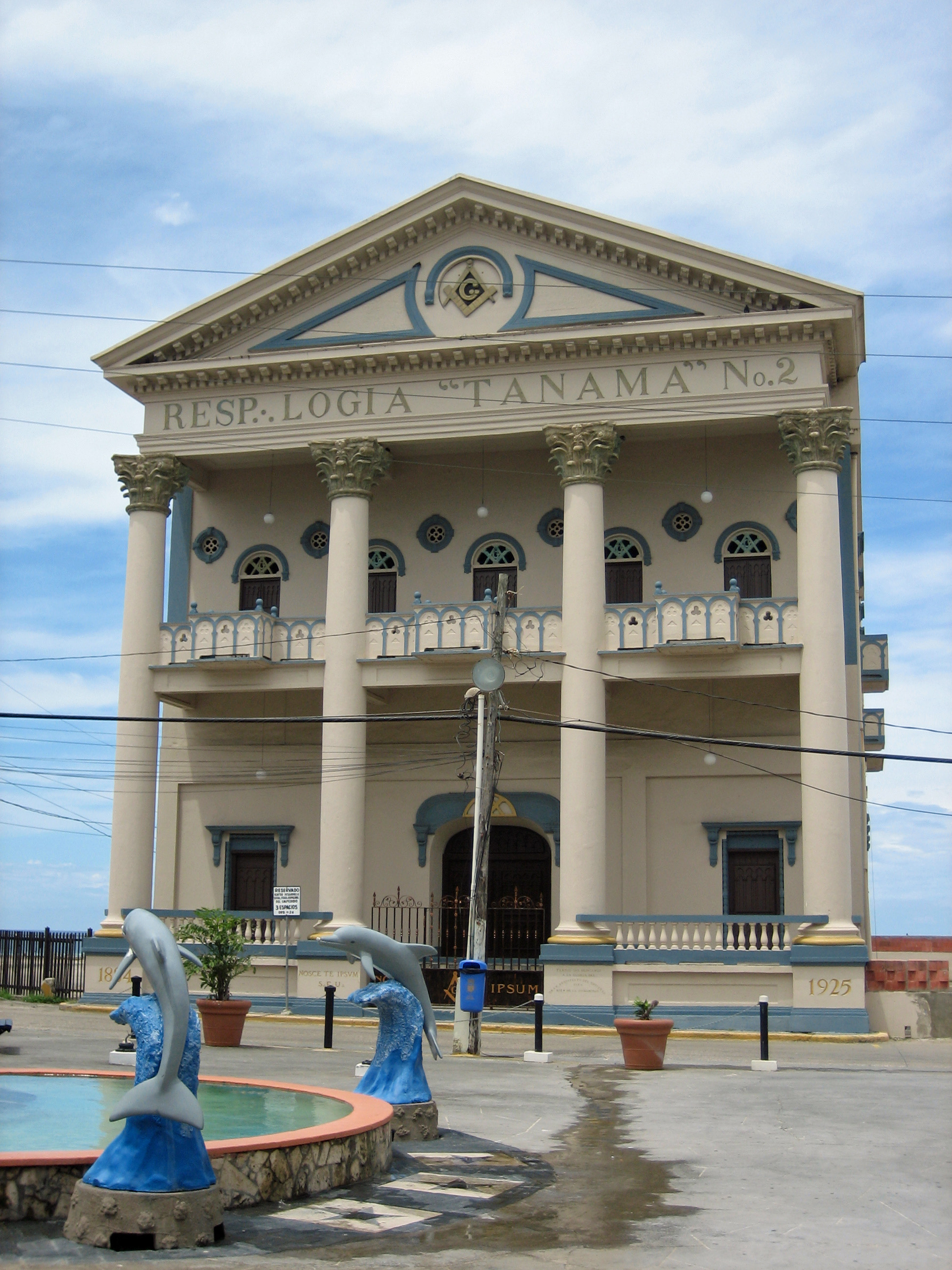
Freimaurertempel in Arecibo (Puerto Rico).
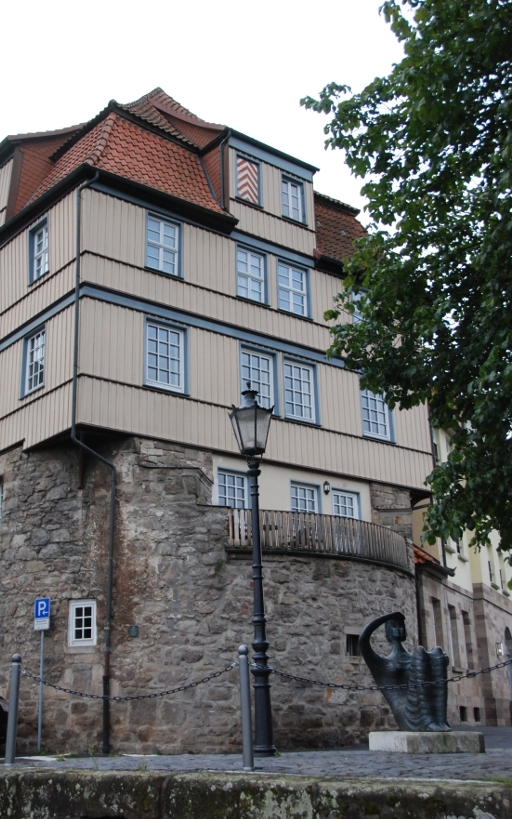
Pythagoras zu den drei Strömen in Hann. Münden: Der untere Teil des Logenhauses war ein historisches Bollwerk.
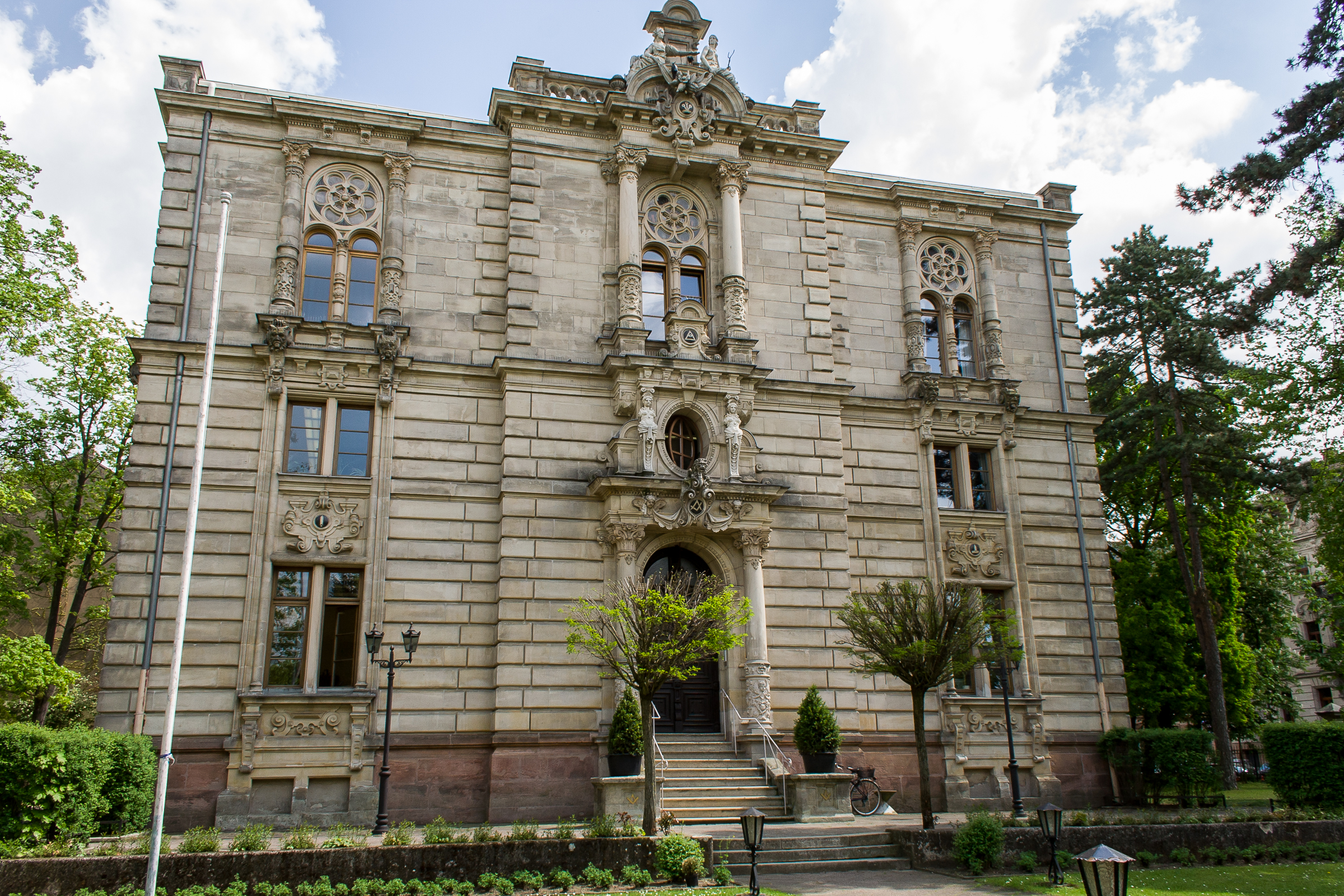
Zur Wahrheit und Freundschaft in Fürth
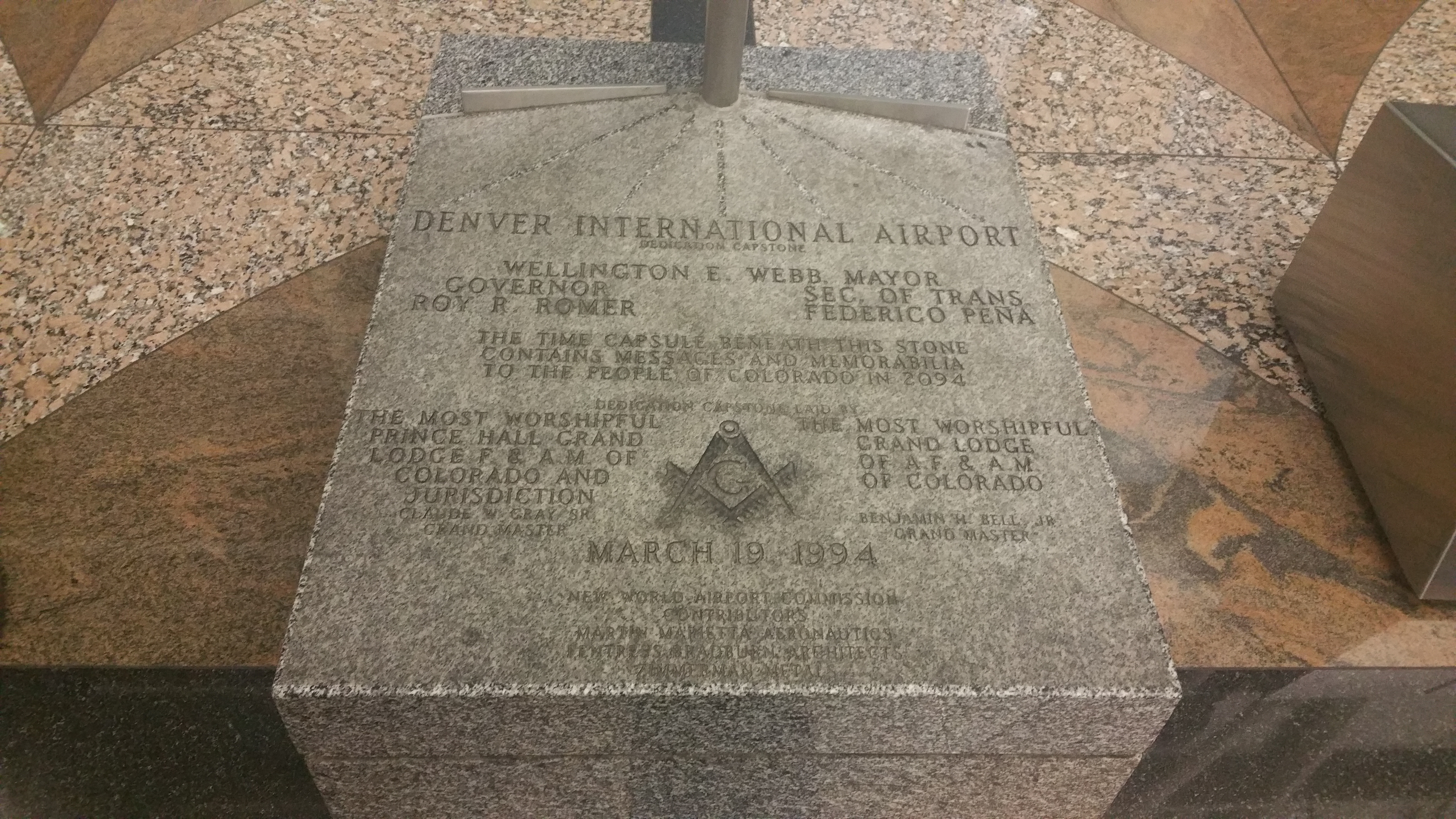
Grundstein am Denver International Airport
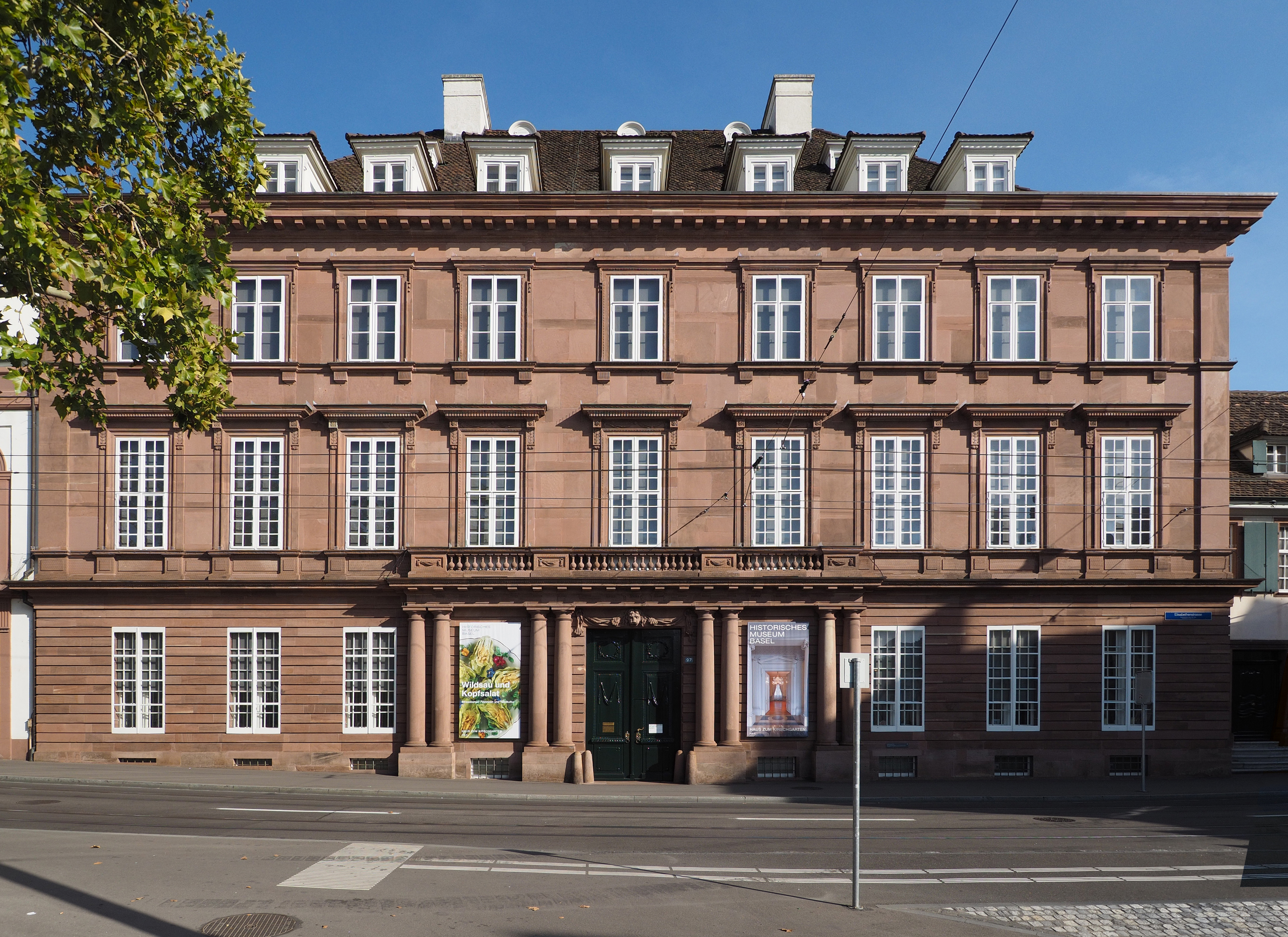
Haus zum Kirschgarten in Basel